# Rhesala natalensis
Rhesala natalensis is een vlinder uit de familie van de spinneruilen (Erebidae). De wetenschappelijke naam van deze soort is voor het eerst voorgesteld als Rhesalides natalensis door George Francis Hampson in een publicatie uit 1926.
De soort komt voor op de Comoren, in Namibië en Zuid-Afrika.